# Getriebemotor

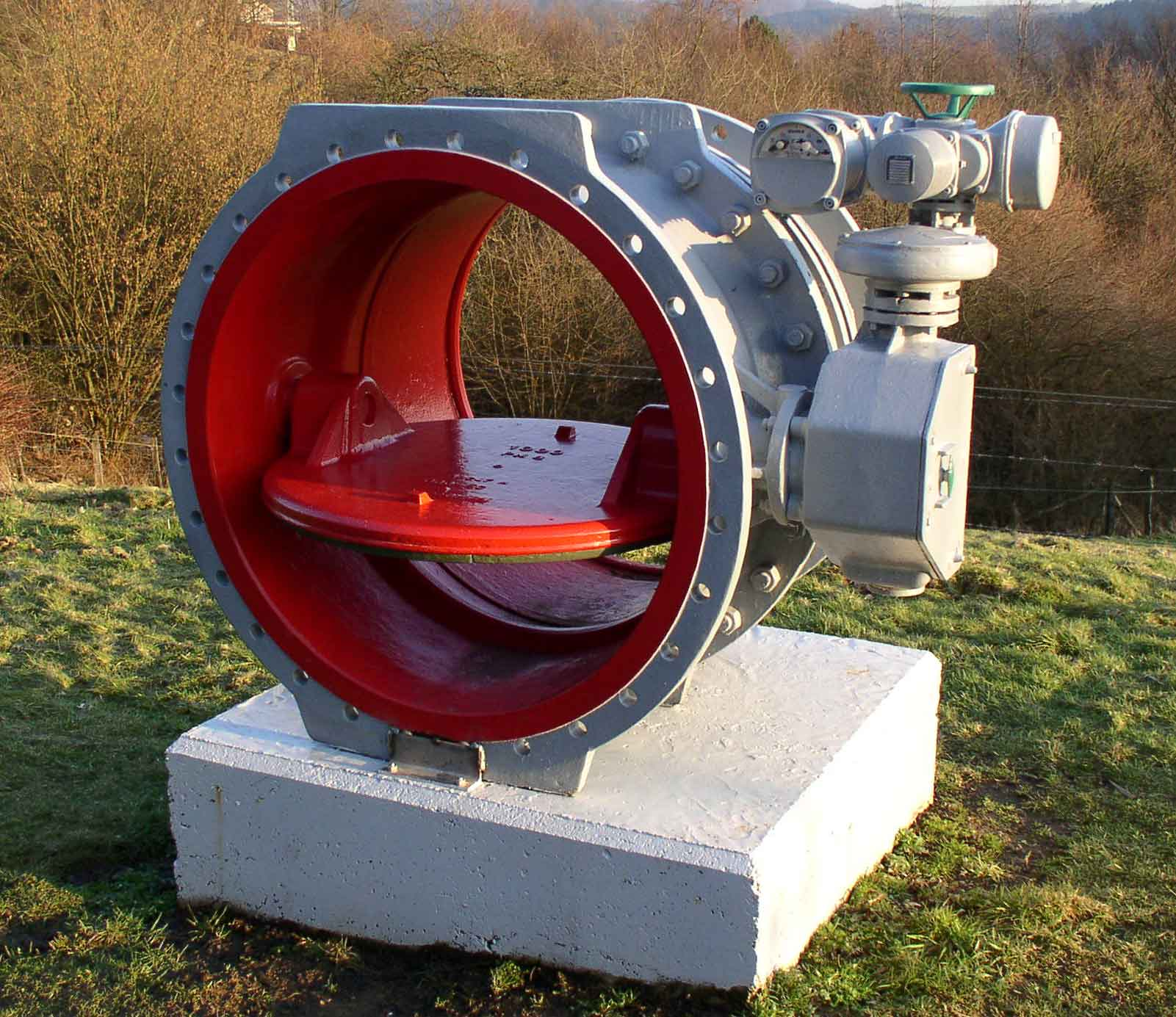
Absperrklappe mit Getriebemotor

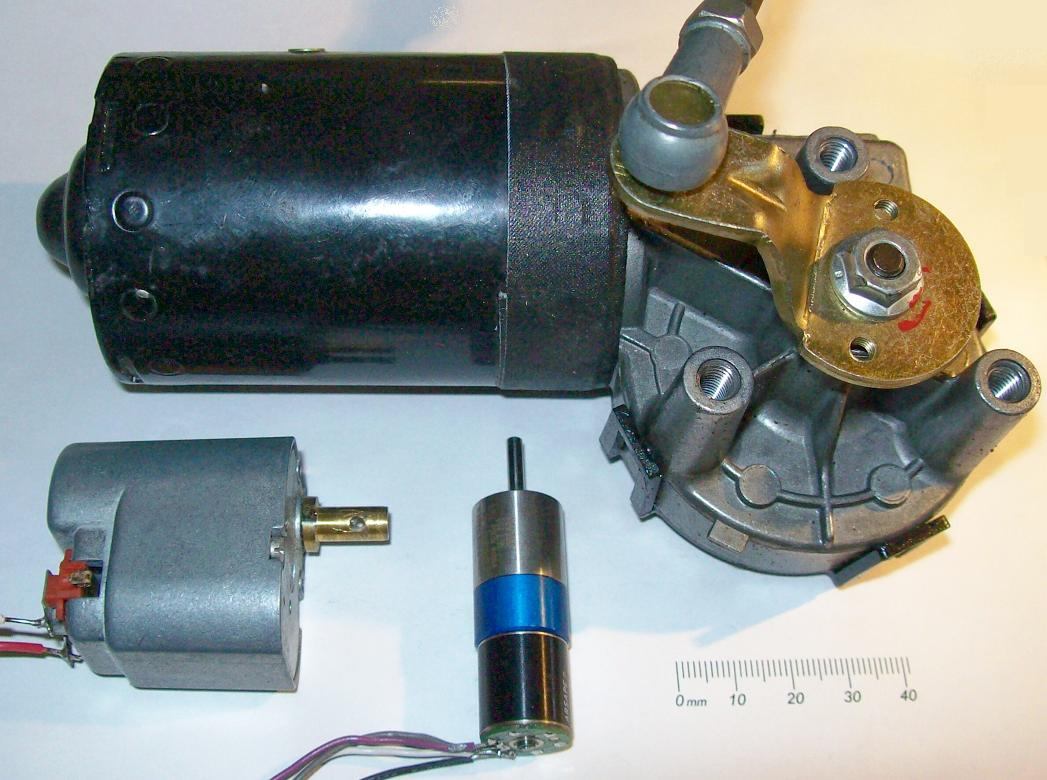
Getriebemotoren: oben: mit Schneckentrieb; links: mit Stirnradgetriebe; Mitte unten: mit Planetengetriebe

Ein Getriebemotor ist eine Kombination aus einem Motor und einem Getriebe.

## Technik
Das Getriebe bewirkt, dass sich die (äußere) Abtriebswelle mit einer kleineren Drehzahl und einem größeren Drehmoment als die (innere) Motorwelle dreht. Der Motor und das Getriebe bilden eine Einheit und besitzen manchmal ein gemeinsames Gehäuse.
Weil Elektromotoren bei gleicher Nennleistung und größerer Drehzahl kleinere Massen an Kupfer und Eisen aufweisen, ist ein untersetzendes Getriebe meistens sinnvoll. Für Verbrennungsmotoren gilt Ähnliches.
1927 konstruierte Albert Obermoser einen frühen elektrischen Getriebemotor, den patentierten Vorgelegemotor.
Direktantriebe, d. h. ohne ein Getriebe arbeitende Antriebe, haben jedoch auch Vorteile. Es tritt viel weniger Spiel auf und die Wirkungsgradverluste des Getriebes entfallen. Als ein Beispiel sei die Motorspindel genannt.
Die Über- bzw. Untersetzung „i“ eines Getriebes ist das Drehzahlverhältnis der Antriebsdrehzahl zur Abtriebsdrehzahl. Neben „i“ sind der Wirkungsgrad, das maximale Drehmoment am Abtrieb, das Spiel, die Maximaldrehzahl und die maximale axiale und radiale Wellenbelastung (Kraft) wichtige Parameter eines Getriebemotors.
Getriebearten (ein- oder mehrstufig), die in Getriebemotoren vorwiegend zum Einsatz kommen:
- Schneckengetriebe: Achse der Abtriebswelle senkrecht zur Motor-Drehachse
- Stirnradgetriebe: Achse der Abtriebswelle parallel, jedoch versetzt zur Motor-Drehachse
- Planetengetriebe: Achse der Abtriebswelle gleicht der Motor-Drehachse
- Kegelradgetriebe: Achse der Abtriebswelle senkrecht zur Motor-Drehachse

Zu unterscheiden sind außerdem Schwenkantriebe und Drehantriebe. Bei einem Drehantrieb dreht sich die angetriebene Welle beliebig oft, bei einem Schwenkantrieb weniger als eine Umdrehung.
Ein Merkmal der Getriebemotoren ist, ob sie selbsthemmend oder nicht selbsthemmend sind, das heißt, ob das Drehen der Abtriebswelle bei stromlosem Motor möglich ist. Bei Stirnradgetrieben und Planetenradgetrieben geringer Untersetzung ist das oft der Fall. Schneckengetriebe mit einer Untersetzung größer als i=25 sind in der Regel selbsthemmend.
Manche Getriebemotoren sind Bremsmotoren. Bei diesen ist für ein schnelles Bremsen die Motorwelle mit einer mechanischen Bremse ausgestattet. Durch die Getriebeuntersetzung entsteht ein entsprechend vergrößertes bremsendes Drehmoment an der Antriebswelle. Dieses Drehmoment muss jedoch so bemessen sein, dass es nicht das Getriebe überlastet. Denn nach einem Getriebebruch kann trotz stehendem Motor die Maschine weiterlaufen. Getriebe-Bremsmotoren werden für einen schnellen Stopp benötigt, zum Beispiel bei Werkzeug- und Verpackungsmaschinen.
Getriebemotoren werden beispielsweise für Armaturen, Scheibenwischer, Roboter, Zustellantriebe, Rollladen und Jalousien genutzt. Sie sind oft mit einem genormten Flansch ausgestattet, mit dem sie gegebenenfalls über eine Kupplungslaterne mit einem anzuschließenden Gehäuse und über eine Kupplung, z. B. eine Metallbalgkupplung oder eine Wellrohrkupplung, mit der anzutreibenden Welle verbunden werden können. Manchmal haben Getriebemotoren ein kuppelbares Handrad, damit das anzutreibende Bauteil notfalls auch von Hand betätigt werden kann.